# Batalla de Beroia
La Batalla de Beroia (actual Stara Zagora) fue un enfrentamiento entre los pechenegos y el emperador Juan II Comneno del Imperio bizantino en el año 1122, en lo que hoy es Bulgaria, y tuvo como consecuencia la desaparición definitiva de los pechenegos como pueblo independiente.

## Antecedentes
En 1091, los pechenegos habían invadido el Imperio bizantino, pero fueron derrotados de manera aplastante por Alejo I Comneno en la batalla de Levounion. Esta derrota ha significado la casi total extinción de todos los pechenegos que habían tomado parte en la expedición, pero algunos pechenegos habían sobrevivido. Atacados de nuevo en 1094 por los cumanos, muchos pechenegos fueron muertos o absorbidos. Aun así, todavía no habrían sido completamente absorbidos por los pueblos vecinos.
En 1122, pechenegos de las estepas rusas invadieron el Imperio bizantino, cruzando la frontera del Danubio en el territorio bizantino. Según Michael Angold, la invasión se llevó a cabo posiblemente con el apoyo de Vladímir II Monómaco (1113-1125), gobernante de Kiev. Los pechenegos habían sido auxiliados. De todos modos, la invasión fue una amenaza para el dominio bizantino sobre el norte de los Balcanes. El emperador Juan II Comneno de Bizancio (1118-1143), decidido a combatir contra los invasores, había trasladado a su ejército desde la frontera de Asia Menor (donde mientras tanto, los bizantinos estaban luchando contra los turcos) hasta el norte para combatir a los pechenegos.

## La batalla
El emperador bizantino reunió a sus fuerzas cerca de Constantinopla y se dispuso a enfrentarse al ejército de los pechenegos tan pronto como fuese posible. Mientras tanto, los pechenegos habían establecido un campamento cerca de Beroia, en la actual Bulgaria. El emperador en un primer momento ofreció un tratado de paz con condiciones favorables a sus intereses, pero los pechenegos fueron engañados, y como consecuencia fueron tomados por sorpresa por los bizantinos, que lanzaron un gran ataque contra su campamento, pero de todas maneras opusieron una férrea resistencia que contuvo a los bizantinos. En ese momento el emperador bizantino ordenó a su Guardia varega (personal militar de élite de la Guardia del emperador bizantino) que interviniese en la batalla, y los pechenegos fueron obligados a retroceder. La intervención de los varegos fue decisiva, porque consiguieron rodear al ejército enemigo, provocando su derrota. La victoria bizantina fue completa, y los supervivientes pechenegos fueron hechos prisioneros o alistados en el ejército bizantino.

## Consecuencias
La victoria bizantina en Beroia supuso el fin de la amenaza de los pechenegos. Durante un tiempo, comunidades significativas de pechenegos aún permanecían en Hungría, pero finalmente los pechenegos dejaron de ser un pueblo independiente y fueron asimilados por los pueblos vecinos, como los búlgaros y magiares. Para los bizantinos, la victoria no significó una paz duradera. En 1128 los bizantinos fueron atacados por los húngaros, y hasta 1130 no pudieron obtener finalmente su frontera del Danubio. Sin embargo, la batalla marca una continuación de la restauración de los Comneno en el imperio. La victoria sobre los pechenegos y posteriormente los húngaros aseguró que gran parte de la península de los Balcanes siguiera siendo bizantina, lo cual a su vez permitió a Juan concentrar sus esfuerzos en la lucha contra los turcos selyúcidas en Asia Menor e incluso en Tierra Santa.